# Giovanni Giorgio del Monferrato
Giovanni Giorgio Paleologo, noto anche come Giangiorgio (Trino, 20 gennaio 1488 – Casale Monferrato, 30 aprile 1533), fu l'ultimo marchese del Monferrato appartenente all'antica famiglia bizantina dei Paleologi.
Era figlio del marchese Bonifacio III del Monferrato (1424–1494) e di Maria Branković (1466–1495), pertanto zio del precedente marchese Bonifacio IV.

## Biografia
Dopo aver intrapreso la carriera religiosa, Giangiorgio decide di abbandonare gli ordini per dedicarsi alla tutela del piccolo Bonifacio e della marchesa-madre Anna.
Quando Bonifacio IV muore precocemente in seguito ad una caduta da cavallo, Giangiorgio eredita il marchesato già presagendo la propria imminente fine: i medici gli predicono pochi anni di vita a causa di una malattia dell'apparato digerente. Pertanto il neo-incoronato marchese deve sottoscrivere quasi immediatamente il nome del suo successore: la prescelta è la nipote Maria, il cui matrimonio in età precoce (8 anni) con il marchese di Mantova Federico Gonzaga, è stato, su richiesta di quest'ultimo, annullato in quanto rato e non consumato.
Avuta notizia della prematura scomparsa di Bonifacio IV, Federico Gonzaga si sente sempre più coinvolto nelle faccende del marchesato piemontese: corre pertanto ai ripari ottenendo la revoca del precedente annullamento di matrimonio con Maria Paleologa e riprendendola come consorte, ma troppo tardi: pochi giorni dopo Maria muore.
Anche i Savoia e i del Vasto di Saluzzo aspirano alla successione, ma Federico II precede tutti sul tempo facendo riconoscere da Carlo V i suoi diritti.
In un disperato tentativo di far perdurare la linea maschile dei Paleologo, Giovanni Giorgio accetta la proposta imperiale di sposare Giulia d'Aragona (1492-1542), figlia di Federico I di Napoli e di Isabella del Balzo, donna però ormai non più giovane. Il matrimonio viene celebrato nonostante Giangiorgio sia in fin di vita: è il 21 aprile 1533. Il 30 aprile l'ultimo dei Paleologo si spegne senza lasciare eredi. Federico II Gonzaga sposa (3 ottobre 1531) la sorella della defunta Maria, Margherita, ed ottiene così il controllo del marchesato.

## Discendenza
Giovanni Giorgio ebbe un figlio naturale, Flaminio, nato nel 1518, che congiurò contro il duca Guglielmo Gonzaga. Fu incarcerato e morì nella rocca di Goito nel 1571, forse avvelenato.

## Ascendenza
|                                 |                 |                       | Genitori                      |  |  | Nonni |  |  | Bisnonni                  |  |  | Trisnonni                  |  |
|                                 |                 |                       |                               |  |  |       |  |  | Teodoro II del Monferrato |  |  | Giovanni II del Monferrato |  |
|                                 |                 |                       |                               |  |  |       |  |  | Teodoro II del Monferrato |  |  | Giovanni II del Monferrato |  |
|                                 |                 | Elisabetta di Maiorca |                               |  |  |       |  |  | Teodoro II del Monferrato |  |  |                            |  |
| Giovanni Giacomo del Monferrato |                 |                       |                               |  |  |       |  |  | Teodoro II del Monferrato |  |  |                            |  |
|                                 |                 | Giovanna di Bar       | Roberto I di Bar              |  |  |       |  |  |                           |  |  |                            |  |
|                                 |                 | Giovanna di Bar       | Roberto I di Bar              |  |  |       |  |  |                           |  |  |                            |  |
|                                 |                 | Giovanna di Bar       | Maria di Valois               |  |  |       |  |  |                           |  |  |                            |  |
| Bonifacio III del Monferrato    |                 | Giovanna di Bar       |                               |  |  |       |  |  |                           |  |  |                            |  |
|                                 |                 | Amedeo VII di Savoia  | Amedeo VI di Savoia           |  |  |       |  |  |                           |  |  |                            |  |
|                                 |                 | Amedeo VII di Savoia  | Amedeo VI di Savoia           |  |  |       |  |  |                           |  |  |                            |  |
|                                 |                 | Amedeo VII di Savoia  | Bona di Borbone               |  |  |       |  |  |                           |  |  |                            |  |
| Giovanna di Savoia              |                 | Amedeo VII di Savoia  |                               |  |  |       |  |  |                           |  |  |                            |  |
|                                 |                 | Bona di Berry         | Giovanni di Valois            |  |  |       |  |  |                           |  |  |                            |  |
|                                 |                 | Bona di Berry         | Giovanni di Valois            |  |  |       |  |  |                           |  |  |                            |  |
|                                 |                 | Bona di Berry         | Giovanna d'Armagnac           |  |  |       |  |  |                           |  |  |                            |  |
| Giovanni Giorgio del Monferrato |                 | Bona di Berry         |                               |  |  |       |  |  |                           |  |  |                            |  |
|                                 | Đurađ Branković | Vuk Branković         |                               |  |  |       |  |  |                           |  |  |                            |  |
|                                 | Đurađ Branković | Vuk Branković         |                               |  |  |       |  |  |                           |  |  |                            |  |
|                                 | Đurađ Branković | Mara Hrelebjanović    |                               |  |  |       |  |  |                           |  |  |                            |  |
| Stefan III Branković            | Đurađ Branković |                       |                               |  |  |       |  |  |                           |  |  |                            |  |
|                                 |                 | Irene Cantacuzena     | Teodoro Paleologo Cantacuzeno |  |  |       |  |  |                           |  |  |                            |  |
|                                 |                 | Irene Cantacuzena     | Teodoro Paleologo Cantacuzeno |  |  |       |  |  |                           |  |  |                            |  |
|                                 |                 | Irene Cantacuzena     | Elena Ouresina Doucaina       |  |  |       |  |  |                           |  |  |                            |  |
| Maria Branković                 |                 | Irene Cantacuzena     |                               |  |  |       |  |  |                           |  |  |                            |  |
|                                 |                 | Giorgio Arianiti      | Comenio II Arianiti           |  |  |       |  |  |                           |  |  |                            |  |
|                                 |                 | Giorgio Arianiti      | Comenio II Arianiti           |  |  |       |  |  |                           |  |  |                            |  |
|                                 |                 | Giorgio Arianiti      | Sakati Sewast                 |  |  |       |  |  |                           |  |  |                            |  |
| Angelina Arianit Komneni        |                 | Giorgio Arianiti      |                               |  |  |       |  |  |                           |  |  |                            |  |
|                                 |                 | Maria Muzaka          | Andrea III Musaka             |  |  |       |  |  |                           |  |  |                            |  |
|                                 |                 | Maria Muzaka          | Andrea III Musaka             |  |  |       |  |  |                           |  |  |                            |  |
|                                 |                 | Maria Muzaka          | Anna Zenevesi                 |  |  |       |  |  |                           |  |  |                            |  |
|                                 |                 | Maria Muzaka          |                               |  |  |       |  |  |                           |  |  |                            |  |